# Оберпляйхфельд
Оберпляйхфельд (нім. Oberpleichfeld) — громада в Німеччині, розташована в землі Баварія. Підпорядковується адміністративному округу Нижня Франконія. Входить до складу району Вюрцбург. Складова частина об'єднання громад Бергтгайм.
Площа — 8,66 км2. Населення становить 1103 ос. (станом на 31 грудня 2020).